# クレメンス11世 (ローマ教皇)

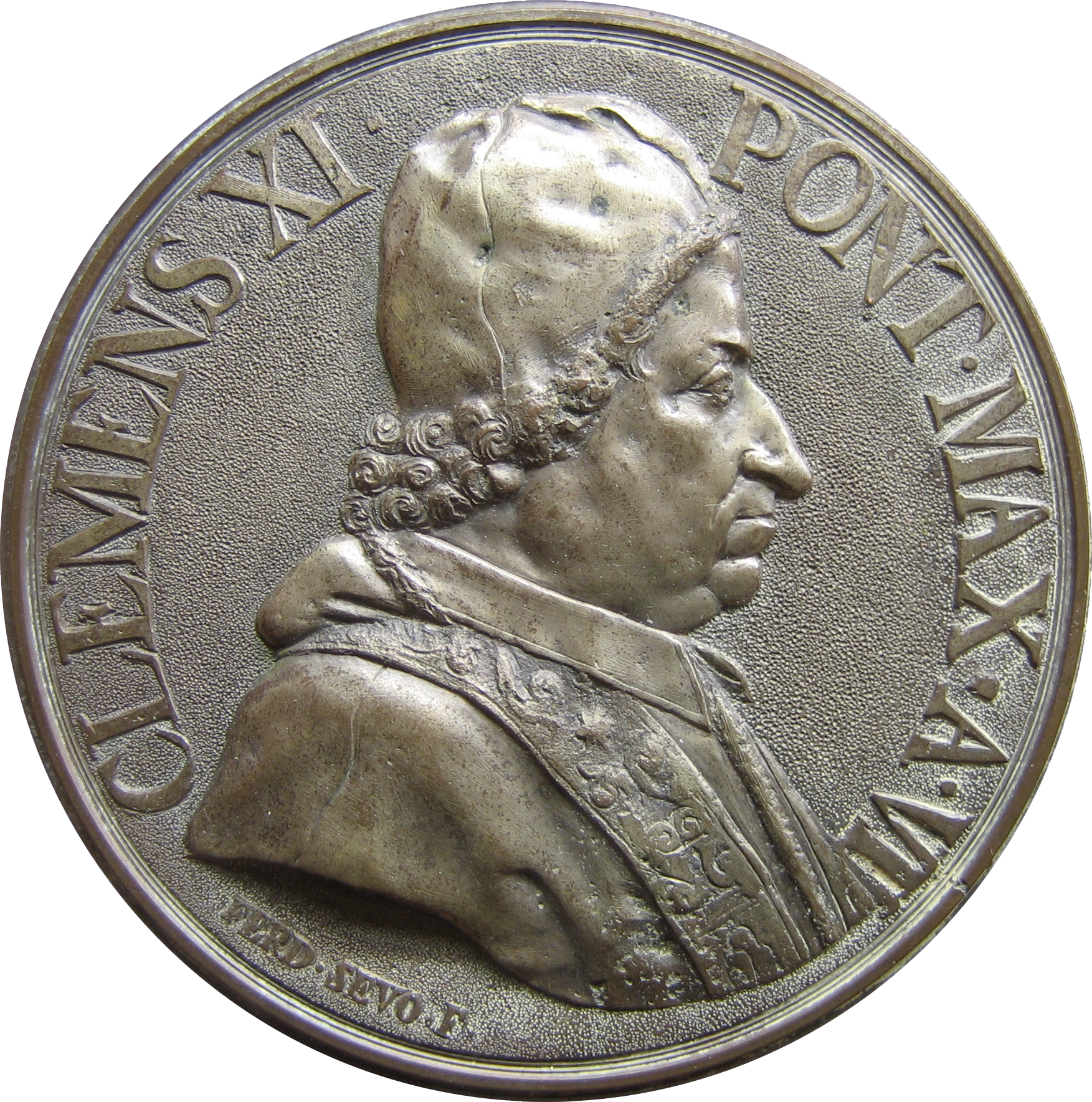
クレメンス11世の硬貨

クレメンス11世（Clemens XI, 1649年7月23日 - 1721年3月19日）は、ローマ教皇（在位：1700年 - 1721年）。本名はジョヴァンニ・フランチェスコ・アルバーニ（Giovanni Francesco Albani）。フランスに興ったジャンセニスムを弾劾し、中国の典礼論争においてイエズス会の文化適応政策を批判した。

## 生涯
貴族の家系に生まれたアルバーニは聖職へ進み、アレクサンデル8世に助祭枢機卿とされ、1700年9月に司祭枢機卿に就任、11月に教皇に選出された。
治世中はスペイン継承戦争が勃発しイタリアが戦火に巻き込まれる事態となり、クレメンス11世は中立を貫こうとしたが、1707年にオーストリアの将軍ヴィリッヒ・フォン・ダウンが南下してイタリア領の大半を制圧したため、1709年にオーストリアがスペイン王に推すカール大公をスペイン王として認めた（しかし、カール大公は1711年に神聖ローマ皇帝カール6世として選出されたためスペイン王位を断念している）。1713年・1714年に講和条約として締結されたユトレヒト条約・ラシュタット条約でイタリアは分割されたが、教皇には一切関わりが無いまま実行された。
クレメンス11世の事跡の中で最も有名なものは、1713年の教皇勅書・「ウニゲニトゥス」（Unigenitus）である。これは初めてジャンセニスムを公的に弾劾したものであった。これは「ガリカニスム教会」ともいわれ独自路線を歩んでいたフランスの教会に、大きな論議と反発を呼び起こすことになる。これはパスキエ・ケネル（Pasquier Quesnel）の著作から抜き出した101のテーゼを誤謬と断定し、ジャンセニスムを否定した。これはジャンセニスムが浸透していたフランス教会とフランス国家の反発を生み、フランス政府が勅書への署名を拒否することでフランスにおける効力を無効とするという、20世紀以前によくみられる教会への政府による干渉の一例となった。
また、中国での宣教において論議となっていた典礼論争において、ドミニコ会やフランシスコ会を支持し、イエズス会が認めていた孔子と先祖への崇敬を偶像崇拝として禁止した。個人的には教皇は人格者であり、抜きん出て優れた学者でもあったが、結果的に多くの政治問題に巻き込まれてしまったことは、教皇庁の精神的権威を失墜させることになった。ちなみに新井白石との対話で知られるジョバンニ・シドッチは、このクレメンス11世に日本渡航の許可を願っている。